# Albert Friedrich (Politiker)
Ernst Albert Friedrich (* 26. November 1901 in Hamburg; † 18. April 1995 in Schönebeck (Elbe)) war ein deutscher Politiker (SPD/SED). Er war Landtagsabgeordneter in Sachsen-Anhalt sowie Bürgermeister von Tornitz.

## Leben
Friedrich absolvierte nach der Mittleren Reife eine Banklehre. Er engagierte sich in der Sozialistischen Arbeiter-Jugend sowie in der SPD. Er arbeitete mehrere Jahre in den USA, bevor er 1933 nach Deutschland zurückkehrte. Nach dem Zweiten Weltkrieg betätigte er sich nach Übernahme eines Bauernhofes landwirtschaftlich. In seinem Wohnort Tornitz beteiligte er sich an der Wiedergründung der SPD. Nach der Zwangsvereinigung von SPD und KPD zur SED wurde Friedrich SED-Mitglied. 1946 wurde er für die SED in den Landtag von Sachsen-Anhalt gewählt, dem er bis 1950 angehörte. Außerdem war er von 1945 bis 1955 Bürgermeister von Tornitz.